# Thanjavur (distrikt)
Thanjavur är ett distrikt i Indien.   Det ligger i delstaten Tamil Nadu, i den södra delen av landet, 2 000 km söder om huvudstaden New Delhi. Antalet invånare är 2 405 890.
Följande samhällen finns i Thanjavur:
- Thanjavur
- Kumbakonam
- Pattukkottai
- Adirampattinam
- Peravurani
- Papanasam
- Madukkūr
- Vallam
- Ayyampettāi
- Ammāpettai
- Thiruvaiyaru
- Thiruvidaimaruthur
- Thirukattupalli
- Aduthurai
- Orathanadu
- Swamimalai
- Tiruvaikāvūr